# Matrícula de Tributos

Exemple de page de la Matricula de Tributos (feuille 5).

La  Matrícula de Tributos (nom espagnol parfois traduit en français par rouleau d'imposition ou liste des tributs), parfois appelée aussi « Codex Moctezuma », est un codex aztèque probablement réalisé peu après la conquête de l'Empire aztèque.

## Contenu
Ce codex colonial est un document administratif qui décrit, comme l'indique son deuxième nom, les tributs que devaient verser à l'Empire aztèque les altepeme soumis au tlatoani mexica Moctezuma II, comme l'indique son deuxième nom. Les trois premières pages montrent les collecteurs d'impôt dans les 33 provinces impériales. Les pages suivantes détaillent le tribut dû par chaque province. Au bas de la page figurent les glyphes des cités de la province. Les quantités d'objets que chaque province devait livrer sont indiquées par un glyphe: un point pour un objet, un drapeau pour vingt, une plume pour quatre cents et sac pour huit mille.
Les ouvrages de ce type devaient être fort nombreux avant la conquête espagnole, comme en témoigne le chroniqueur Bernal Díaz del Castillo:
«Je me rappelle qu'un grand cacique était alors le premier majordome. Nous l'avions surnommé Tapia. Il tenait la comptabilité de tous les tributs qu'on payait à Montezuma, se servant de livres faits avec un papier que dans le pays on appelle amatl et dont il avait une maison pleine»

## Caractéristiques physiques
Ce manuscrit est constitué de 16 feuilles libres de papier d'amate de 29 × 42 cm,, peintes des deux côtés. La reliure est européenne.

## Élaboration
En raison du papier et du style graphique de facture indigène, les spécialistes s'accordent pour affirmer que la Matricula de Tributos a probablement été réalisée  selon les conventions des codex préhispaniques aztèques à Mexico-Tenochtitlan. Cependant, du fait que les feuilles ne sont pas reliées en une seule bande pliée en accordéon comme les autres codex préhispaniques aztèques, certains spécialistes ont conclu que ce codex pourrait être une copie d'un codex plus ancien, et évaluent donc sa date d'élaboration entre 1522 et 1530.
Il a été annoté en espagnol postérieurement à sa réalisation.

## Histoire
On ne peut que conjecturer l'origine de la Matrícula de Tributos. S'il ne fait pas de doute qu'elle est le modèle de la deuxième partie du Codex Mendoza et donc qu'elle lui est antérieure, elle apparaît dans les inventaires de la collection que Lorenzo Boturini avait réunie entre 1736 et 1743. Après que cette collection eut été confisquée par la vice-royauté de la Nouvelle-Espagne, elle fut dispersée. La Matrícula, qui faisait partie des codex restés au Mexique, finit par aboutir dans les collections du Museo Nacional. En 1830, deux folios en furent détachés et offerts à Joel Poinsett, représentant du gouvernement américain au Mexique. Celui-ci en fit don à son tour à l'American Philosophical Society. En 1942, ces fragments furent officiellement restitués au Mexique. 
La Matrícula fait actuellement partie d'un fonds de manuscrits connus sous le nom de «Collection de codex originaux mexicains de la Bibliothèque nationale d'anthropologie et d'histoire» et conservé dans un local réservé aux codex, au premier niveau du bâtiment occupé par le Musée national d'anthropologie de Mexico. Cette collection a été inscrite au Registre international Mémoire du monde de l'UNESCO.